# Třída Patrulheiro
Třída Patrulheiro je třída hlídkových člunů angolského námořnictva. Celkem byly postaveny tři jednotky této třídy. Hlavním úkolem plavidel je hlídkování v rybolovných oblastech země.

## Stavba
Všechny tři jednotky třídy postavila francouzská loděnice C.N. Couach v Arcachonu.
Jednotky třídy Patrulheiro:
| Jméno       | Spuštěna | Vstup do služby | Status  |
| ----------- | -------- | --------------- | ------- |
| Patrulheiro |          |                 | aktivní |
| Preservador |          |                 | aktivní |
| Temerario   |          |                 | aktivní |

## Konstrukce
Výzbroj plavidel tvoří lehký kulomet a osobní zbraně posádky. Pohonný systém tvoří dva diesely Baudouin V12BTI, o celkovém výkonu 1680 bhp, pohánějící dva lodní šrouby. Nejvyšší rychlost dosahuje 25 uzlů.